# Casa Negley-Gwinner-Harter
Casa Negley-Gwinner-Harter (también conocida como Casa Gwinner-Harter y Casa William B. Negley) ubicada en 5061 Fifth Avenue en el vecindario de Shadyside en la ciudad de Pittsburgh, en el estado de Pensilvania (Estados Unidos), fue construida entre 1870 y 1871 para William B. Negley. Esta casa de estilo Segundo Imperio se agregó a la Lista de Monumentos Históricos y Monumentos Históricos de Pittsburgh en el año 2000. 

## Historia y descripción
William B. Negley fue un abogado que asistió a Universidad de Princeton, se desempeñó como comandante en la Guerra de Secesión bajo el mando del general James S. Negley, y era hijo de Jacob Negley y sobrino de Sarah Negley y Thomas Mellon. 
Después de que Joanna Wilmerding (Bruce) Negley, la viuda de William B. Negley, muriera en 1910, Edward Gwinner, un contratista de piedra y ferrocarril, compró la propiedad en 1911. Gwinner la hizo remodelar y expandir. Se desconoce el arquitecto original, pero Frederick J. Osterling remodeló la casa y fue responsable de las adiciones entre 1912 y 1923. 
Gwinner murió en 1949 y su viuda, Adele, la tuvo hasta 1963, cuando la casa fue vendida a Leo Harter. En 1987, un incendio provocado por una pistola decapante durante una renovación quemó gran parte del tercer piso y dañó el techo. Harter murió en 1988, y la casa permaneció vacía durante ocho años, fue tapiada e incluso se había considerado su demolición.
Luego, en 1995, la contratista de restauración Joedda Sampson y su esposo Ben, un constructor y promotor, compraron la propiedad y la restauraron. La restauración duró nueve meses. En 2002, Kenneth Lehn y Marina Persic Lehn compraron la casa. Según la página de evaluación de bienes raíces de Pensilvania del condado de Allegheny, el valor de mercado estimado del inmueble el año anterior a 2010 fue de 1 110 800 dólares.